# ピエトラーニコ
ピエトラーニコ（イタリア語: Pietranico）は、イタリア共和国アブルッツォ州ペスカーラ県にある、人口約500人の基礎自治体（コムーネ）。

## 地理

### 位置・広がり

#### 隣接コムーネ
隣接するコムーネは以下の通り。
- アランノ
- ブリットリ
- カスティリオーネ・ア・カザウリア
- チヴィタクアーナ
- コルヴァーラ
- クーニョリ
- ペスコザンソネスコ
- トッレ・デ・パッセリ

## 行政

### 分離集落
ピエトラーニコには、以下の分離集落（フラツィオーネ）がある。
- Valle Baroni, Valle Grazietti, Boccaccio